# 1919 England to Australia flight

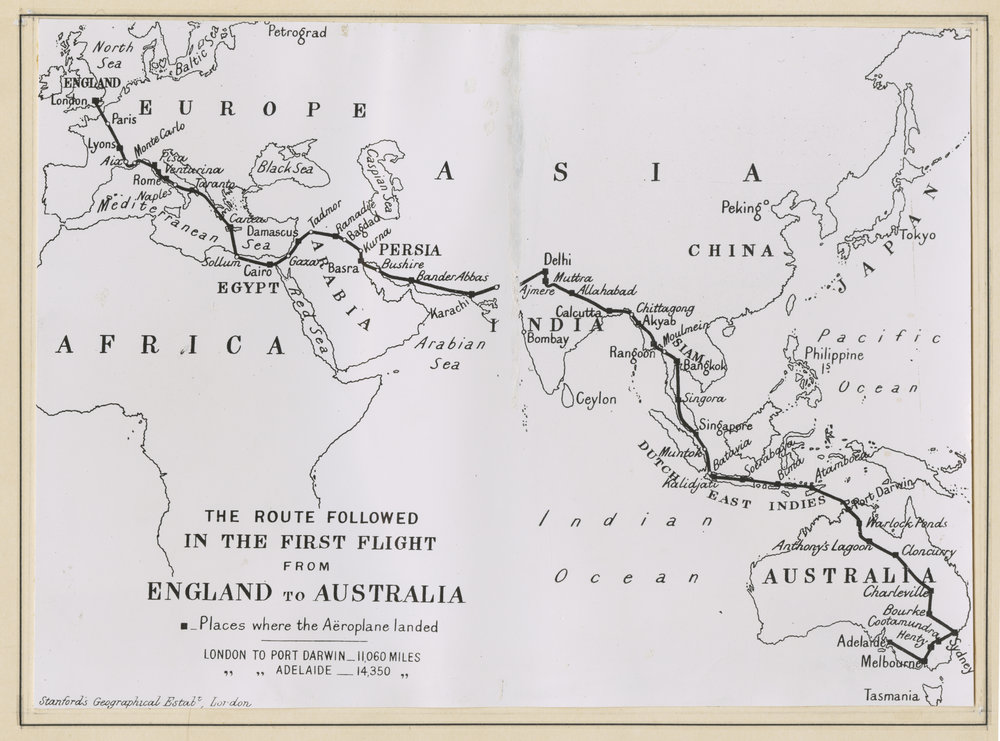
Kaart van de vlucht London-Adelaide, die deel uitmaakte van de England-Australia air race in 1919. Het was de eerste keer dat een vliegtuig van Engeland naar Australië vloog.

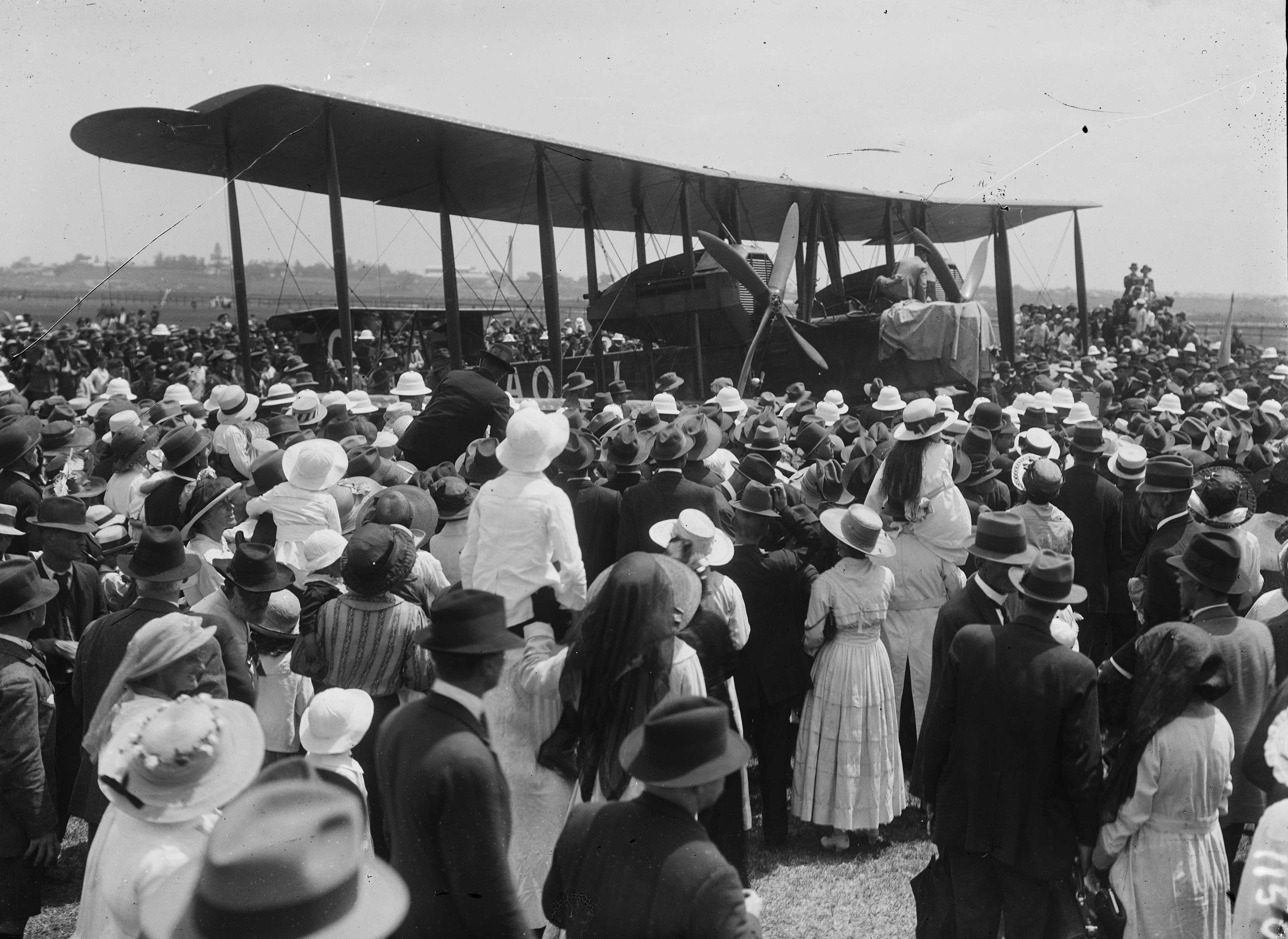
Aankomst in Sydney van de winnaars Ross Smith and Keith Smith, tijdens de overwinningstour door Australië, 1920.

De 1919 England to Australia flight, ook bekend als de The Great Air Race was een luchtrace over 11.060 kilometer van Londen (Engeland) naar Darwin (Australië) die plaatsvond in 1919 en 1920. Er waren in totaal zes deelnemende teams, die afzonderlijk van start gingen eind 1919 en begin 1920. De winnaar was het team van de Australische broers Ross Smith en Keith Smith, samen met de meevliegende mechaniciëns James Bennett en Wally Shiers. Het winnende team vloog in een omgebouwde Vickers Vimy bommenwerper. Na de finish in Darwin vlogen de broers nog even 3.290 km door naar hun geboortestad Adelaide in Zuid-Australië.

## Competitie
De Australische regering binnen het Gemenebest loofde in mei 1919 een prijs uit van 10.000 Australische pond voor het eerste vliegtuig dat van Engeland naar Australië vloog. De regels waren dat het vliegtuig was gebouwd in het Britse Gemenebest en dat de bemanningen de Australische nationaliteit bezaten. De vlucht mocht totaal niet langer duren dan 30 dagen en moest voor 31 december 1920 zijn voltooid. Het startpunt voor landvliegtuigen was vliegveld Hounslow Heath (bij Londen). Voor watervliegtuigen was de start in Calshot, vlak bij Southampton. Verplichte meldingspunten waren Alexandrië (Egypte) en Singapore. De wedstrijd vond plaats onder toezicht van de Royal Aero Club.

## Deelnemers

### Sopwith Wallaby

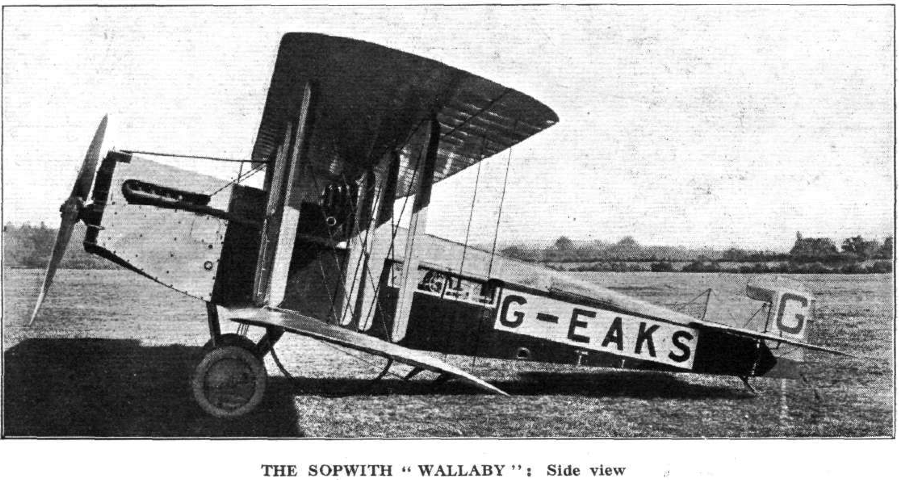
De Sopwith Wallaby van Matthews en Kay

Op 21 oktober 1919 stegen gezagvoerder George Campbell Matthews
en werktuigkundige Thomas D. Kay op vanaf vliegveld Hounslow in een eenmotorige Sopwith Wallaby dubbeldekker (G-EAKS). Hun reis werd in Midden-Europa vertraagd door slecht weer. Door een misverstand werden ze in Joegoslavië zelfs gearresteerd en korte tijd vastgehouden. Ook in het Midden-Oosten trad vertraging op door slecht weer en een gescheurde motorcilinder. De deelname eindigde na een crash-landing op het eiland Bali (Nederlands-Indië), waarbij Matthews licht gewond raakte.

### Vickers Vimy (winnaar)

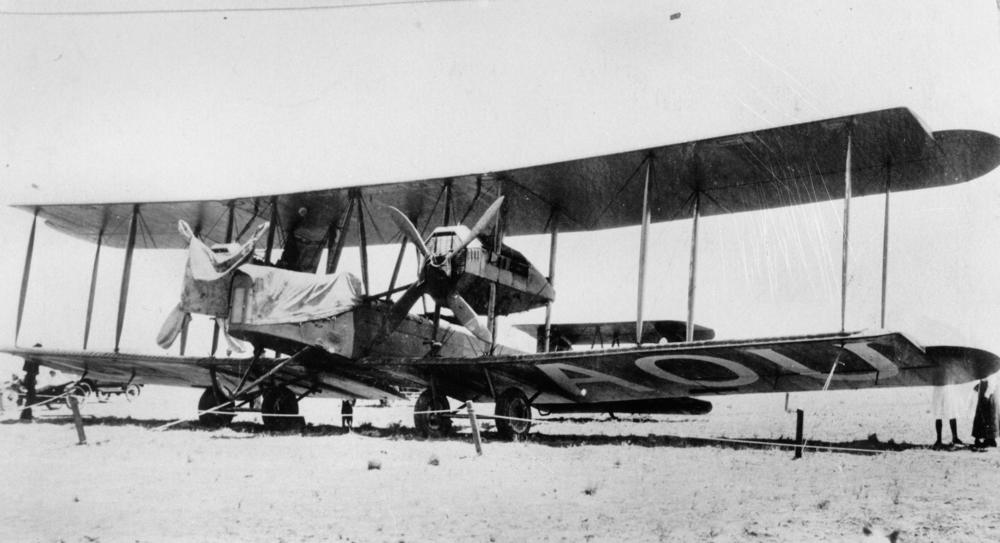
De winnende Vickers Vimy G-EAOU, 1919

De Australische broers Ross Smith en Keith Smith, samen met de meevliegende mechaniciëns James Bennett en Wally Shiers vlogen in een aangepaste Vickers Vimy bommenwerper. De tweemotorige Vickers dubbeldekker met registratie G-EAOU vertrok op 12 november 1919 uit Londen. In Thailand liep het team vertraging op door hevige regen. In Surabaya (Oost-Java) kwam het toestel vast te zitten, waarna met bamboematten een geïmproviseerde landingsbaan werd aangelegd. Op 10 december 1919 kwam het vliegtuig aan in Darwin na totaal ongeveer 17.900 kilometer te hebben gevlogen in de winnende vliegtijd van 135 uur en 55 minuten, een gemiddelde van 131,8 km/u. Het vliegtuig staat tegenwoordig tentoongesteld op Adelaide Airport.

### Alliance P.2
Op 13 november 1919 vertrokken Roger M. Douglas en J.S.L. Ross vanaf Hounslow in de Alliance P.2 Seabird ‘Endeavour’, een eenmotorige dubbeldekker. Kort na de start crashte het toestel in een boomgaard in Surbiton. Beide bemanningsleden kwamen hierbij om het leven.

### Blackburn Kangaroo

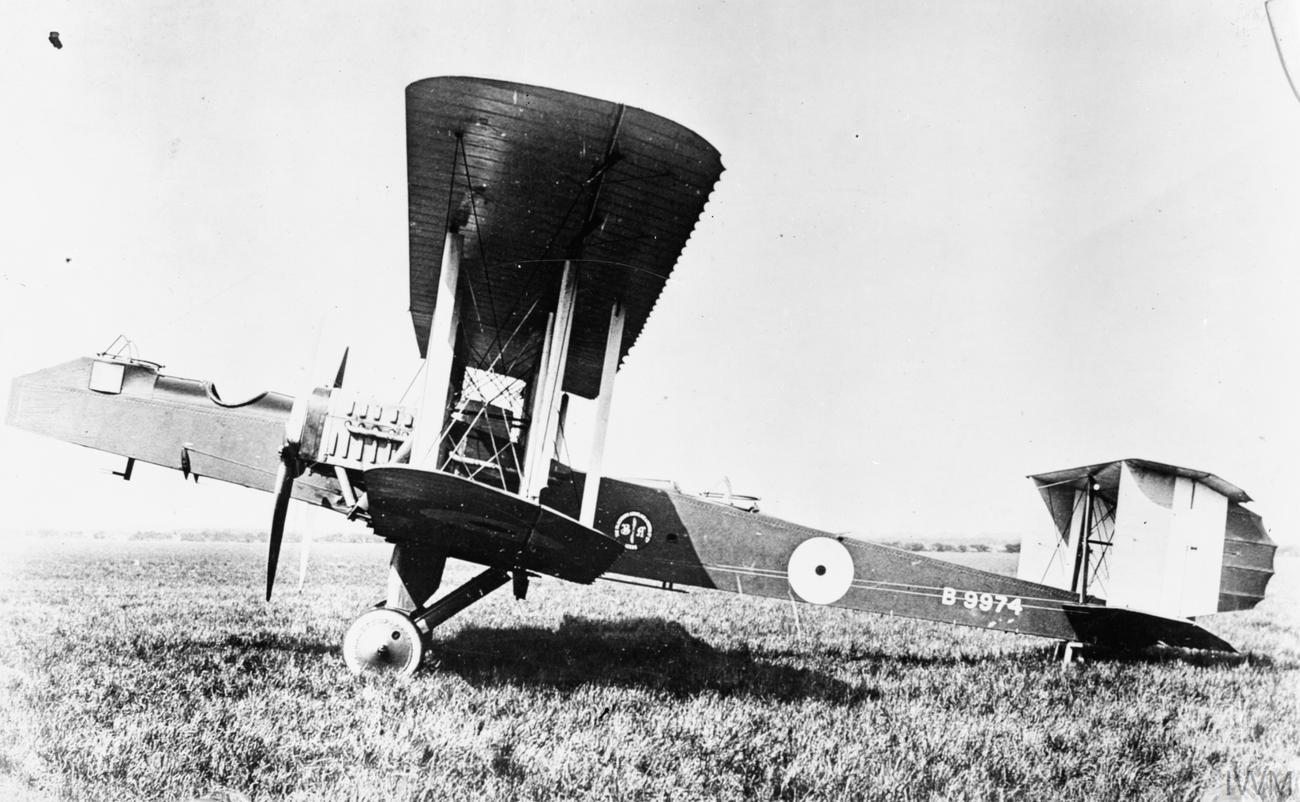
Blackburn Kangaroo

Op 21 november 1919 steeg de tweemotorige Blackburn Kangaroo (G-EAOW) op vanaf vliegveld Hounslow. Met als bemanning V. Rendle (Piloot), Wilkins, D.R. Williams en Garnsey St. C. Potts. Door motorproblemen was het vliegtuig gedwongen te landen in Frankrijk, maar ondanks reparaties bleven de problemen aanhouden. Op 8 december eindigde de reis met een crash-landing op het eiland Kreta (Griekenland). De bemanning bleef hierbij ongedeerd.

### Martinsyde Type A

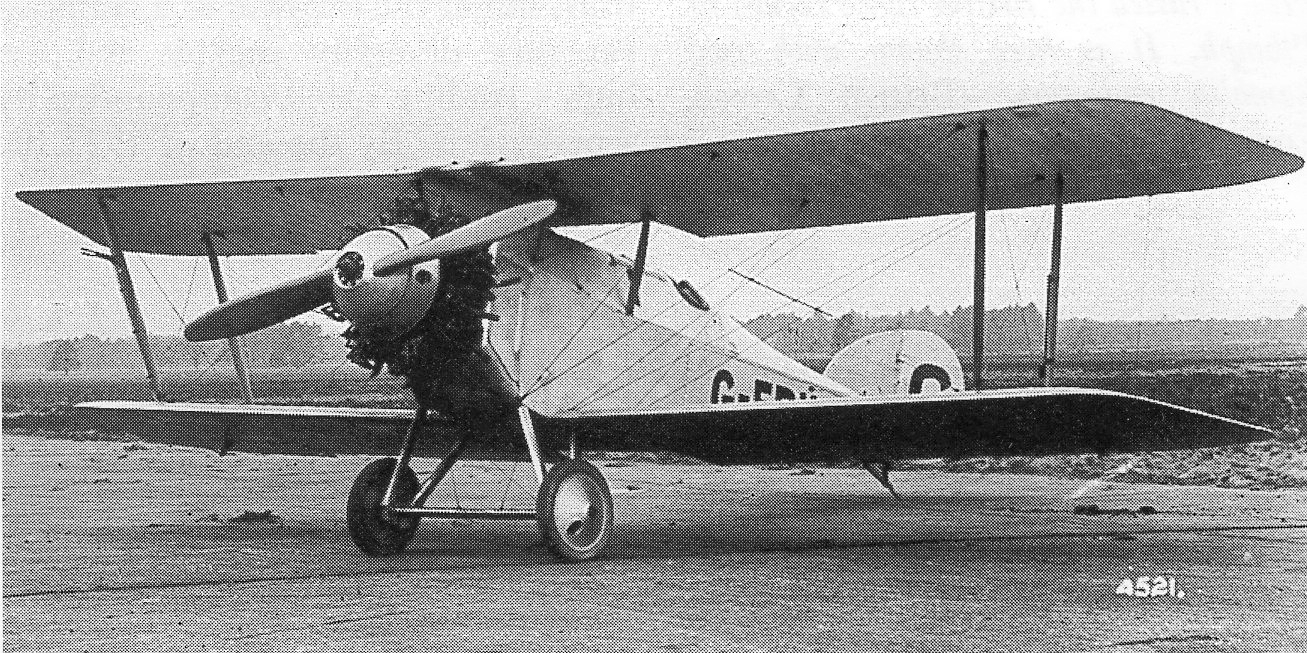
Martinsyde ADC.1 (latere versie met stermotor i.p.v. lijnmotor in type A).

Op 5 december 1919 verlieten Cedric E. Howell en George Henry Fraser Londen in een eenmotorige Martinsyde Type A Mk.I dubbeldekker met registratie G-EAMR. Op 9 december verdween het vliegtuig boven het Griekse eiland Corfu. Het vliegtuig en Howell’s lichaam zijn op zee geborgen, maar Fraser is nooit teruggevonden. 

### Airco DH.9

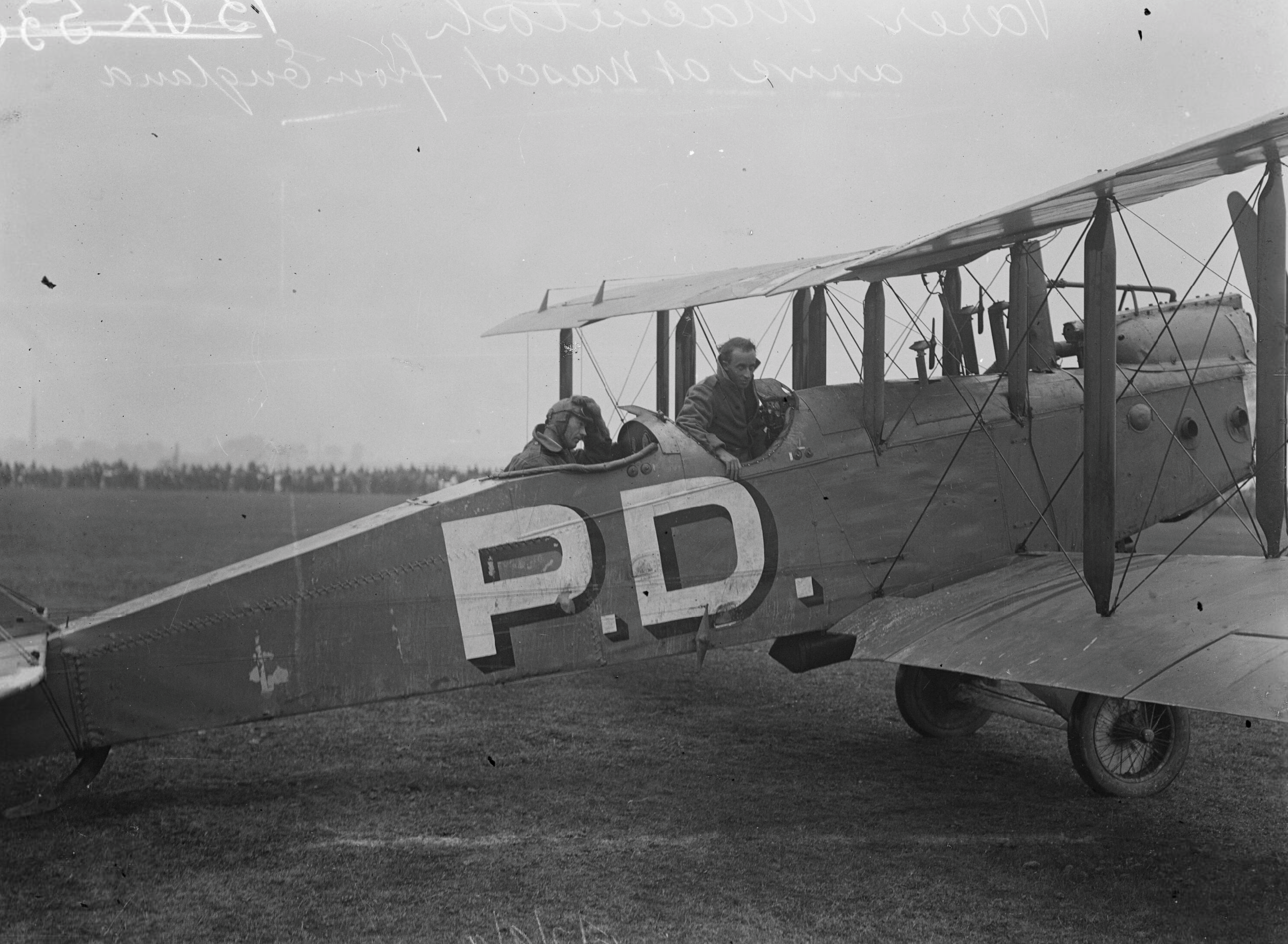
Ray Parer en John McIntosh's komen in hun Airco DH.9 aan op vliegveld Mascot (Sydney) na een lange vliegreis vanuit Engeland, 21 augustus 1920.

Op 8 januari 1920 steeg de eenmotorige Airco DH.9 tweedekker met registratie G-EAQM op van vliegveld Hounslow. Gevlogen door Ray Parer, samen met copiloot John C. McIntosh. Op 2 augustus 1920, na 206 dagen, finishten Parer en McIntosh in Australië. Hoewel ruim buiten de tijdlimiet ontving het team een ‘troostprijs’ van 1000 Australische pond omdat ze tweede waren geworden achter de Vickers Vimy van de gebroeders Smith. De heroïsche tocht vol tegenslagen leverde Parer de bijnaam "Battling Ray" op. Het was de eerste keer dat een eenmotorig vliegtuig van Engeland naar Australië vloog. De gerestaureerde DH.9 staat nu tentoongesteld bij het Australian War Memorial in Canberra. De letters 'PD' op het vliegtuig staan voor de teamsponsor, whisky fabrikant Peter Dawson. Ray Parer deed 14 jaar later ook mee aan de vergelijkbare Melbourne race.